# 路德维克·希尔斯菲尔德

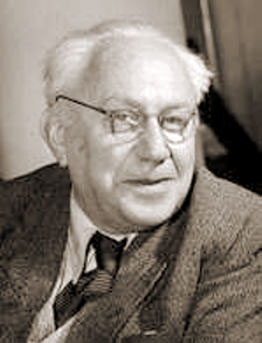
路德维克·希尔斯菲尔德

路德維克·希爾斯菲爾德（Ludwik Hirszfeld，1884年8月5日—1954年3月7日），20世纪波兰微生物学家、血清学家。对ABO血型系统的发现做出巨大的贡献。第一次世界大战之后，他在波兰国立卫生研究所创建了医学研究实验室。